# Triodopsis alabamensis
Triodopsis alabamensis är en snäckart som först beskrevs av Henry Augustus Pilsbry 1902.  Triodopsis alabamensis ingår i släktet Triodopsis och familjen Polygyridae. Inga underarter finns listade i Catalogue of Life.